# Klosterkumbd
Klosterkumbd est une municipalité du Verbandsgemeinde Simmern, dans l'arrondissement de Rhin-Hunsrück, en Rhénanie-Palatinat, dans l'ouest de l'Allemagne.

## Personnalités liées à la ville
- Catherine de Palatinat-Simmern (1510-1572), abbesse mort au monastère de Kumbd.

## Liens externes

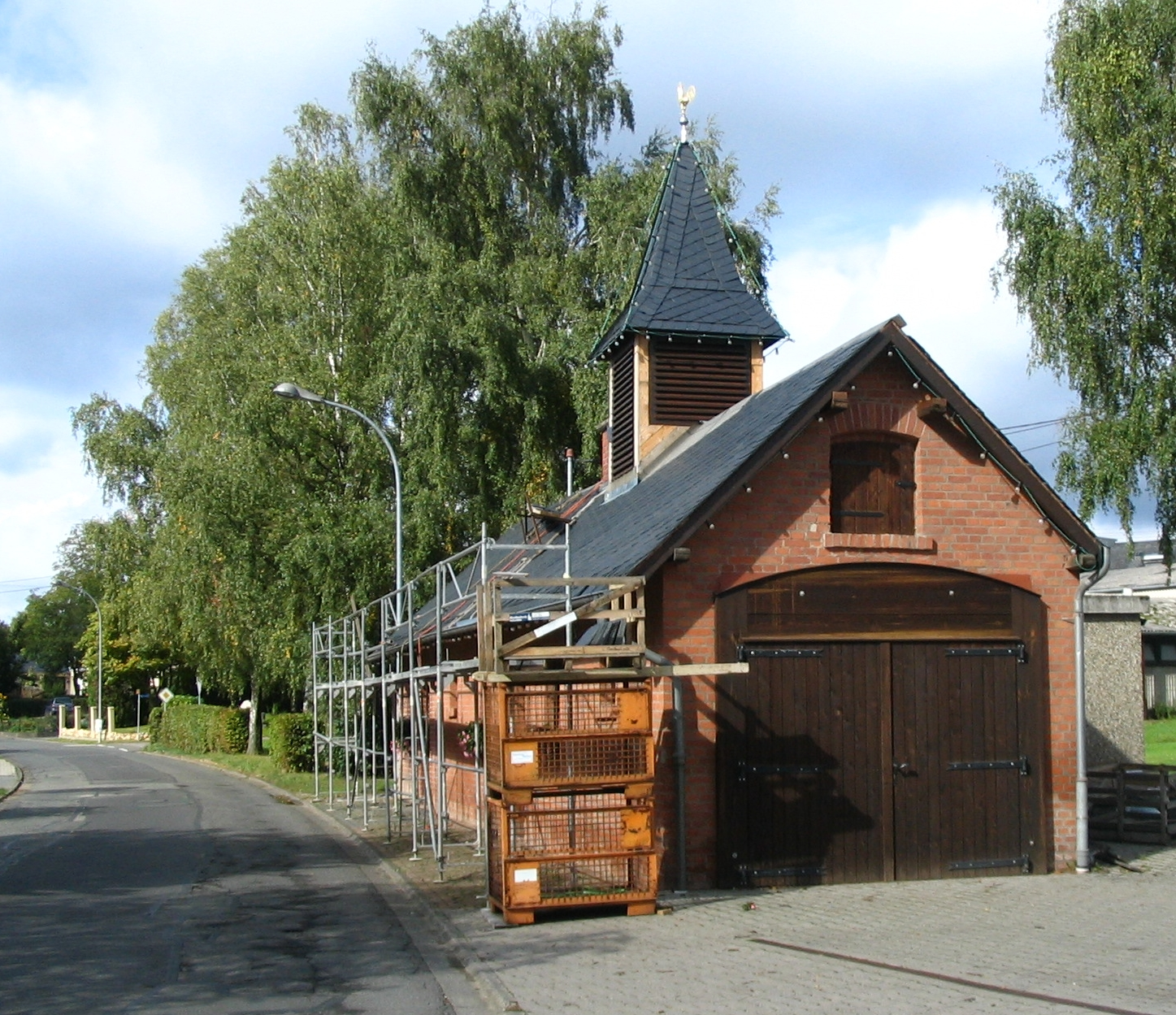
Boulangerie de Klosterkumbd